# Dundalk (Maryland)
Dundalk is een plaats (census-designated place) in de Amerikaanse staat Maryland, en valt bestuurlijk gezien onder Baltimore County. Opvallend zijn de vele rijtjeshuizen waardoor sommige wijken on-Amerikaans aandoen.

## Demografie
Bij de volkstelling in 2000 werd het aantal inwoners vastgesteld op 62.306.

## Geografie
Volgens het United States Census Bureau beslaat de plaats een oppervlakte van
45,0 km², waarvan 34,4 km² land en 10,6 km² water.

## Plaatsen in de nabije omgeving
De onderstaande figuur toont nabijgelegen plaatsen in een straal van 12 km rond Dundalk.